# Lillestrøm
Lillestrøm je město a administrativní centrum stejnojmenné municipality v kraji Akershus v Norsku. Nachází se 18 km východně od centra Osla a žije v něm okolo čtrnácti tisíc obyvatel.
Město vzniklo v 19. století okolo farmy a vodní pily na řece Nitelva. Městská práva obdrželo v roce 1997. Leží na rychlodráze spojující norskou metropoli s letištěm Gardermoen, místní nádraží pochází z roku 1854. Konají se zde každoroční veletrhy, sídlí zde norská státní komise pro vyšetřování dopravních nehod (Statens havarikommisjon for transport)
Místní fotbalový tým Lillestrøm SK hraje 1. norskou fotbalovou ligu na stadioně Åråsen. Nedaleko se nachází Lillestrøm stadion, který se používá pro trénink a na kterém se konaly zápasy hokejového turnaje na Zimních olympijských hrách 1952.
V roce 2014 vyhlásil starosta zákaz vjezdu osobních automobilů do centra města.